# Катер
Ка̀тер  (от английски: cutter) е общо название на малки до средни бързоходни и маневрени плавателни съдове, граждански или военни, заемащи междинно място между лодките и корабите.

## Описание
Първоначално катер е наричана малка 1-мачтова или 2-мачтова яхта, проектирана предимно за скорост, не капацитет. Има косо стъкмяване с 2 или повече стаксела, често и с бушприт.
Заражда се през XVII в. в Ла Манша, главно по бреговете на Кент и Съсекс. Местните жители го използват: законно – за бързи каботажни превози, и незаконно – за контрабанда.
Кралският военен флот оценява бързоходността и маневреността им и закупува, а после и произвежда такива съдове. По-късно се строят и по-големи ветроходни катери. Използват се за куриерски и разузнавателни цели, от митническата служба и бреговата охрана.
Днес катерите са предимно моторни. Обикновено са с водоизместимост до 400 тона.
Главното отличие на съвременните катери от обикновените лодки е наличието на мотор в качеството на силова установка, а от моторните лодки – стационарното окачване на мотора. Днес са широко разпространени катери с каюти, със спални и тоалетни места, някои от тях разчетени за няколко окачени мотора, нерядко с обща мощност от няколкостотин конски сили.

## Разновидности
Катерите с военно предназначение могат да бъдат:
- бойни катери – ракетни, торпедни, артилерийски, противолодъчни, стражеви;
- други катери – десантни, миночистачи, торпедоловци, спомагателни.

Катерите с гражданско предназначение са: товарни, риболовни, пътнически, туристически, спасителни, спортни и др.